# 托尼·麦奎伊
托尼·麦奎伊（英語：Tony McQuay，1990年4月16日—）是一名专攻400米赛跑的美国田径运动员。他曾参加2012年伦敦奥运和2016年里约奥运，获得一枚金牌和一枚银牌，均来自男子4×400米接力项目。